# Lông tai

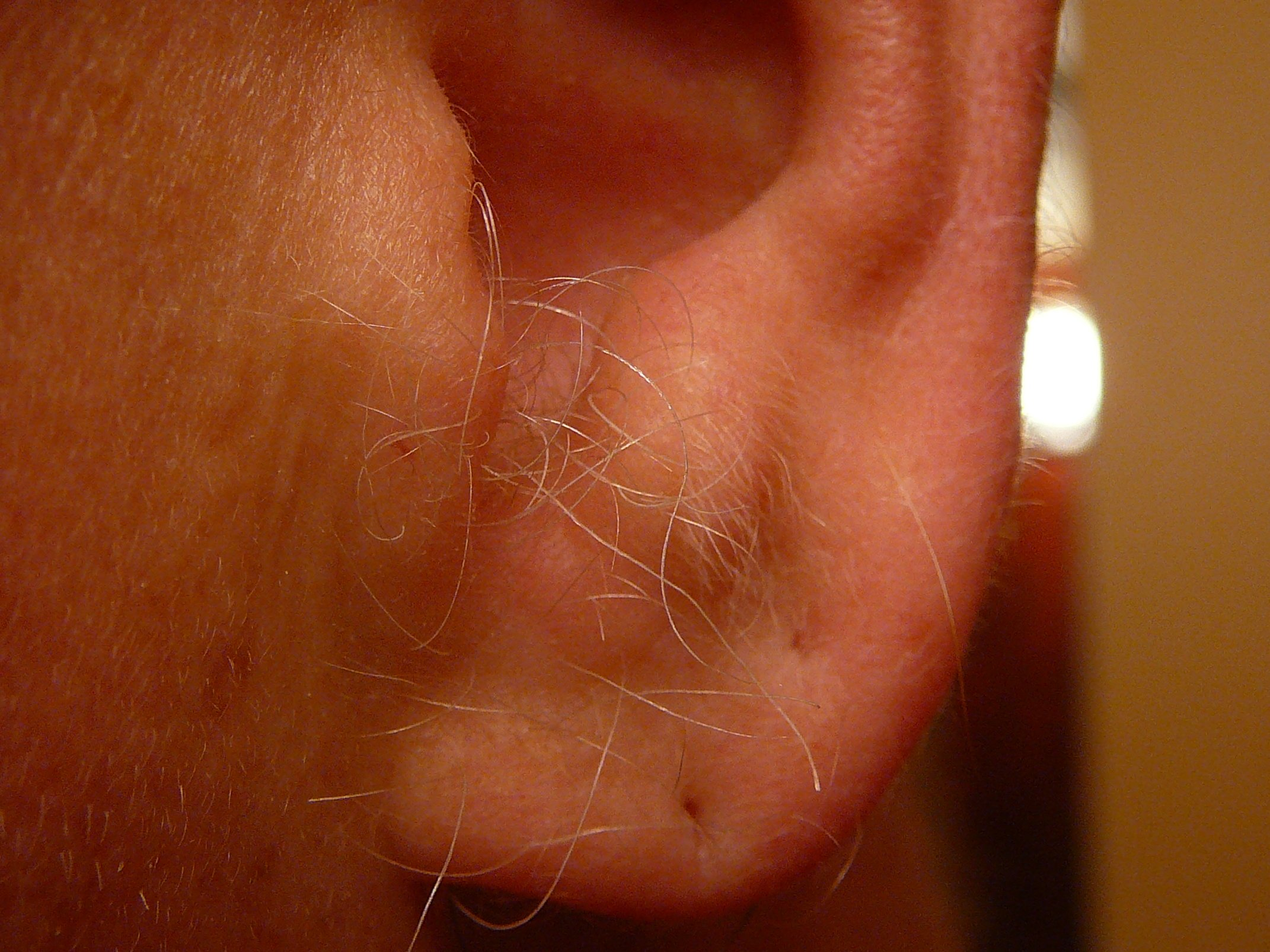
Lông tai nhô ra từ lỗ thính giác bên ngoài ở nam giới trung niên. Lưu ý sự phát triển của lông tơ mịn ở đối vành và chuỗi xoắn.

Lông tai là lông cuối mọc từ sụn nang tóc bên trong ống tai ngoài ở người.  Theo nghĩa rộng hơn, lông tai cũng có thể bao gồm các sợi lông tơ mỏng bao phủ hầu hết tai, đặc biệt là ở các phần nhô ra của tai trước, hoặc thậm chí là sự phát triển bất thường của lông như thấy trong bệnh rậm lông quá mức (hypertrichosis) và hirsutism. Nghiên cứu y tế về chức năng của lông tai hiện nay rất khan hiếm.
Sự phát triển của lông trong ống tai thường được quan sát thấy tăng lên ở nam giới lớn tuổi, cùng với sự tăng trưởng của lông mũi.  Lông có thể nhìn thấy nhô ra khỏi ống tai đôi khi được cắt tỉa vì lý do thẩm mỹ.  Sự phát triển quá mức của lông trong hoặc trên tai được gọi về mặt y học là rậm lông quá mức ở tai (auricular hypertrichosis).  Một số nam giới, đặc biệt là ở nam giới Ấn Độ, có lông mọc thô dọc theo phần dưới của vành tai, một tình trạng được gọi là "có vành tai nhiều lông" (hypertrichosis lanuginosa acquisita).

## Cấu trúc
Lông tai là một sợi protein mọc từ các nang tóc ở lớp hạ bì, hoặc da. Ngoại trừ những vùng da nhẵn, cơ thể con người được bao phủ bởi các nang tóc tạo ra tóc dày (terminal hair) và tóc tơ mỏng (vellus hair). Nó là một vật liệu sinh học quan trọng chủ yếu được cấu tạo bởi protein, đặc biệt là keratin.

## Ý nghĩa lâm sàng
- Lông tai xâm nhập vào màng nhĩ có thể gây ra ù tai.[7]
- Viêm nang lông tai có thể gây viêm tai ngoài cấp tính và khu trú.[8]
- Rậm lông quá mức ở tai ngoài trong quá trình điều trị bằng minoxidil, khi lông tai quá nhiều che phủ tai, có thể gây tắc nghẽn ống tai, có thể dẫn đến điếc một phần hoặc hoàn toàn.[9]